# تحقیق در عملیات

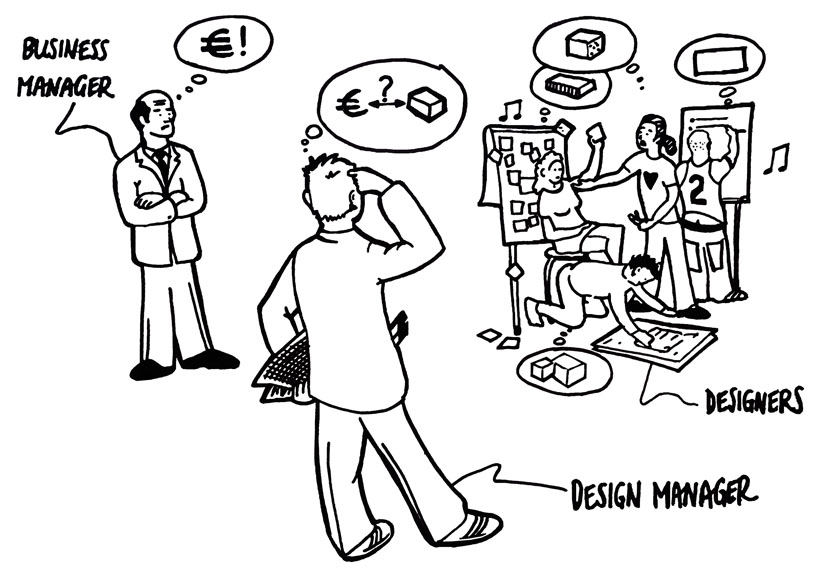
طراحی گرافیکی از تحقیق در عملیات

تحقیق در عملیات (به انگلیسی: Operations research) یا پژوهش عملیاتی، یکی از زیرشاخه‌های ریاضیات کاربردی است، که جنبه‌های کاربردی آن در مدیریت و مهندسی صنایع مورد توجه قرار می‌گیرد. تحقیق در عملیات تکنیکی است به‌منظور به‌کار بستن روش‌های تحلیلی توسعه یافته، برای کمک به تصمیم‌گیری بهتر. تحقیق در عملیات با استفاده از روش‌هایی نظیر، مدل‌سازی ریاضی، برای تحلیل شرایط پیچیده، همواره به مدیران اجرایی توانایی اتخاذ تصمیم‌های مناسب‌‌تر و ایجاد سیستم کارا، بهینه و ثمربخش را خواهد داد. به‌طور خلاصه می‌توان تحقیق در عملیات را استفاده از مدل‌سازی ریاضی در حل مسائل واقعی به‌منظور تعیین مناسب‌ترین تصمیم ممکن دانست.
تحقیق در عملیات شاخه‌ای میان‌رشته‌ای از ریاضیات است که برای یافتن نقطه بهینه در مسائل بهینه‌سازی، از گرایش‌هایی مانند برنامه‌ریزی ریاضی، آمار و طراحی الگوریتم‌ها استفاده می‌کند. یافتن نقطه بهینه براساس نوع مسئله مفاهیم مختلف دارد و در تصمیم‌سازی‌ها استفاده می‌شود. مسائل تحقیق در عملیات بر بیشینه‌سازی (مانند سود بیشتر، سرعت خط تولید بالاتر یا پهنای باند بیشتر) یا کمینه‌سازی (مانند هزینه کمتر یا کاهش ریسک) با استفاده از یک یا چند قید، تمرکز دارند. ایدهٔ اصلی تحقیق در عملیات یافتن بهترین پاسخ برای مسائل پیچیده‌ای می باشد که با زبان ریاضی مدل‌سازی شده‌اند و باعث بهبود یا بهینه‌سازی عملکرد یک سامانه می‌شوند.

## بررسی اجمالی
تحقیق در عملیات معمولاً در قالب عناوینی چون علم مدیریت، روش‌های مقداری، تحلیل مقداری و علم تصمیم‌گیری نیز بیان می‌گردد. عبارت تحقیق در عملیات معمولاً به‌صورت مخفف OR نوشته می‌شود. تحقیق در عملیات یک رویکرد علمی است که در صدد حل مسائل مدیریتی است و هدف آن کمک به مدیران، جهت تصمیم‌گیری بهتر است. تحقیق در عملیات بر مجموعه‌ای از فنون ریاضی تأکید دارد که یا در حوزه علم مدیریت توسعه یافته‌اند یا از سایر رشته‌های علوم همانند ریاضی، طبیعی، اقتصاد، آمار و مهندسی اقتباس شده‌اند. تحقیق در عملیات یکی از زیرشاخه‌های ریاضیات کاربردی است و جنبه‌های کاربردی آن در مهندسی صنایع نیز مورد توجه قرار می‌گیرد. ریاضیات کاربردی به متخصصان امکان می‌دهد تا جنبه‌های نظری تحقیق در عملیات را بررسی کرده و آن را گسترش دهند و توانایی ایجاد و توسعه تحقیق در عملیات را فراهم کنند. باید به خاطر داشت که تحقیق در عملیات چیزی بیش از مجموعه‌ای از فنون ریاضی است. این علم نیز همانند سایر علوم با مسائل و مشکلات به‌طریق منطقی برخورد می‌کند. نگاه OR به مسائل مدیریتی یک نگاه سیستماتیک و منطقی است.
ابزارهای اصلی استفاده شده توسط تحقیق در عملیات مدل‌سازی ریاضی، اقتصاد، بهینه‌سازی، آمار، نظریه گراف، نظریه بازی‌ها، نظریه صف، آنالیز تصمیم‌گیری و شبیه‌سازی است. به دلیل ماهیت محاسباتی این شاخه، OR با علوم کامپیوتر پیوند دارد و تحلیل‌گر تحقیق در عملیات معمولاً از نرم‌افزارها یا کدهای اختصاصی استفاده می‌کنند که توسط خودشان یا همکارانشان ایجاد شده‌اند. نرم‌افزارهای تجاری تحقیق در عملیات معمولاً با عنوان ابزارهای حل مسئله شناخته می‌شوند و قابلیت استفاده در نرم‌افزارها و کدهای خودنوشته را دارا هستند.
ویژگی بارز تحقیق در عملیات نگاه کلی آن به سیستمها و بهبود آن است و به جای آنکه بر یک یا چند جزء سیستم تمرکز کند تمام سیستم را مد نظر قرار می‌دهد. تحلیل‌گران تحقیق در عملیات معمولاً با مسائل جدیدی مواجه می‌شوند و باید تشخیص دهند که کدام‌یک از روش‌ها بیشتر با ساختار سیستم، اهداف بهبود و قیدهای زمانی و توان محاسباتی منطبق است. به همین دلیل (و دلایل دیگر) نقش نیروی انسانی در تحقیق در عملیات حیاتی است. همانند ابزارهای دیگر، تکنیک‌های OR به تنهایی قادر به حل مسائل نیستند.

## قلمرو
برخی از نمونه‌های کاربرد تحقیق در عملیات به شرح زیر است:
- مدیریت بهینه حمل و نقل کالا و مواد در شبکه‌های ارتباطی جاده‌ای، دریایی، هوایی و لوله‌های انتقال
- مکان‌يابي تسهيلات که از مسائل معروف تحقيق در عمليات است که از ديدگاه تسهيلات به دو دسته کلي خوشايند و ناخوشايند تقسيم مي شوند[۳].
- ارزیابی بهره‌وری، کارایی و اثربخشی
- برنامه‌ریزی زمانی جلسات مختلف در مدارس، دانشگاه‌ها و کنفرانس‌ها با هدف کاستن از زمان‌های تلف شده و افزایش اثربخشی آموزش
- تخصیص بهینه نیروهای کاری به مشاغل
- بودجه‌ریزی بهینه با هدف استفاده مؤثر از هزینه‌ها
- طراحی ساختار کارخانه‌ها با هدف جریان بهینه مواد و کالاها
- ایجاد شبکه‌های ارتباطی با کمترین هزینه و اطمینان از کیفیت خدمات
- مدیریت ترافیک خیابانی و جاده‌ای
- طراحی ساختار چیپ‌های کامپیوتری با هدف کاهش زمان تولید
- مدیریت جریان مواد و کالا در زنجیره تأمین
- زمان‌بندی:
  - کارکنان
  - مراحل تولید
  - مدیریت پروژه
  - انتقال داده‌ها در شبکه‌ها
  - رویدادهای ورزشی و پوشش تلویزیونی

تحقیق در عملیات به‌طور گسترده در سازمان‌ها و موسسات دولتی و خصوصی مورد استفاده قرار می‌گیرد و به دلیل ماهیت آن، تحلیل‌گران تحقیق در عملیات می‌توانند با استفاده از دانش خود در حوزه‌های تخصصی دیگر وارد شوند.

## تحقیق در عملیات اقتصادی و مدیریت
در علم اقتصاد و  علم مدیریت تحقیق در عملیات یا برنامه ریزی ریاضی کاربرد بسیاری دارد و زیر مجموعه ای از فنون بهینه سازی و حل مسائل گوناگون اقتصادی و مدیریت به بهترین شکل باتوجه به محدودیت های مسئله اعم از منابع، زمان، مقدار و ..‌.با اعمال قیدها برای رسیدن به بیشترین کارایی که میتواند بیشترین سود، بیشترین تولید، کمترین هزینه، بیشترین ظرفیت، بیشترین مطلوبیت، کوتاه‌ترین مسیر، کمترین زمان، سریع ترین زمان، کمترین ریسک و... با استفاده بهینه از منابع به بهترین شکل باشد.
به‌طور کلی می‌توان مباحث را به‌صورت زیر دسته‌بندی کرد:
۱.برنامه‌ریزی خطی (روش‌های سیمپلکس و حل مسائل بهینه‌سازی، روش ترسیمی، حالت‌های خاص سیمپلکس، روش‌هایMبزرگ و دو مرحله ای، روش ماتریسی، برنامه‌ریزی اولیه و ثانویه، تحلیل حساسیت، روش تجدید نظر شده سیمپلکس، برنامه‌ریزی پارامتریک)
۲. مدل‌های ترابری یا حمل‌ونقل (مدل‌های بهینه حمل و نقل کالا یا خدمات یا عرضه و تقاضا از بین چندین مبدأ به مقاصد از روش‌های تعیین جواب موجه اولیه، تعیین جواب مطلوب از روش پله ای یا توزیعی، مسئله ترابری یا حمل‌ونقل غیرمستقیم)
۳. برنامه‌ریزی با اعداد صحیح (روش‌های شاخه و کران، برنامه‌ریزی صفر و یک، روش‌های برشی، مسئله تولید، مسئله واگذاری، روش مجارستانی و مسئله فروشنده دوره‌گرد)
۴. تحلیل شبکه ای (نظریه گراف، مسئله گسترش کمینه، مسئله کوتاه‌ترین مسیر، مسئله جریان بیشینه، مسئله برش، مسئله جریان با حداقل هزینه)
۵. زمان‌بندی و کنترل برنامه(مدل و شبکه PERT، احتمالات در شبکه PERT، روش مسیر بحرانی و منحی CPM)
۶. برنامه‌ریزی غیرخطی (به بررسی مواردی می‌پردازد که در آن تابع هدف یا قیود یا هردوی آن‌ها حاوی بخشی غیرخطی هستند.
بهینه‌سازی توابع تک متغیره-روش‌های فیبوناچی و میانگین طلایی
بهینه‌سازی توابع چند متغیره بدون محدودیت-روش نیوتن رفشون و روش فلتچر پاول و روش جستجوی هوکی جیو
بهینه‌سازی توابع چند متغیره با محدودیت-روش لاگرانژ و روش نیوتن رفشون و شرایط کان تاکر)
۷.برنامه‌ریزی تصادفی (به بررسی مواردی می‌پردازد که در آن برخی قیود یا پارامترها به متغیرهای تصادفی بستگی دارند مانند مدل‌سازی در شرایط عدم اطمینان یا عدم قطعیت، نظریه فازی، ریسک)
۸.برنامه‌ریزی داینامیک(مواردی را بررسی می‌کند که استراتژی بهینه یابی برمبنای تقسیم مسئله به مسائل کوچکتر استوار است. معادله‌ای که روابط بین این مسائل کوچکتر را بررسی می‌کند معادله بِلمَن (اصل بهینگی بِلمَن) خوانده می‌شود)

## تحقیق در عملیات شهری
تحقیق در عملیات شهری (به انگلیسی: Urban Operations research) یا پژوهش عملیات شهری شیوه‌ای نوین برای طراحی یک شهر است. در طراحی شهرها یکی از با اهمیت‌ترین کارها، تحلیل دقیق شرایط موجود و برنامه‌ریزی برای شرایط آتی است به همین منظور روش‌های مختلفی برای تحلیل وضعیت شهر طراحی شده مورد استفاده قرار می‌گیرد که هر کدام دارای ویژگی‌ها و نقاط قوت و ضعفی نسبت به هم می‌باشند. برخی از این روش‌ها عبارتند از: SWOT, SWOT A, AHP, ANP, PPS, DEMATEL, TOPSIS, VIKOR, PROMETHEE, ELECTRE, ORESTE, SAW, LINMAP, TAXONOMY, MORRIS, HDI, SIR, DEA
اما UOR با استفاده از تجارب روش‌های قبلی توانسته مدل کاملتری برای تحلیل شهر و فضاهای شهری ارائه نماید. این روش دارای توانایی حل مسائل با پارامترهای نامحدود و تحلیل اطلاعات به صورت دیجیتال و با خطای بسیار پایین است. از طرف دیگر این روش مبتنی بر استدلالات علمی بوده و سلیقه‌های شخصی جاری در تصمیم‌گیری حذف می‌گردند و توانایی خلاصه‌سازی اطلاعات را دارد.
از دیگر توانایی‌های این روش توانایی تحلیل و ارزیابی دقیق پروژه‌های شهری و اولویت بندی آن‌ها است. در این روش برای سنجش توان شهر از تحلیل سلامت شهر استفاده می‌شود.
فرایند تحلیل UOR: در این روش ابتدا شهر به وسیلهٔ ۹۲ پارامتر تحلیل می‌شود. این تحلیل‌ها برای شهر و مناطق شهری و نواحی و محلات تهیه می‌شود و به کمک این اطلاعات کیفیت شهر و مناطق شهری و نواحی و محلات از ابعاد زیر بررسی می‌شود:
- بعد کالبدی-فضایی (مؤلفه عینی محیط)
- بعد کالبدی-فضایی (مؤلفه ذهنی محیط)
- بعد کالبدی-فضایی (مؤلفه عملکردی محیط)
- بعد اجتماعی-فرهنگی (کیفیت قلمرو فردی و خصوصی)
- بعد اجتماعی-فرهنگی (کیفیت عرصه همگانی و قلمرو عمومی)
- بعد اقتصادی
- بعد کیفیت زیست‌محیطی
- مؤلفه مدیریتی
تحلیل‌های بخشی: پس از انجام تحلیل‌های ابعاد کلان برای بررسی دقیقتر تحلیل‌های بخشی صورت می‌گیرد. این تحلیل‌ها از مقایسه ۹۲ پارامتر اندازه‌گیری شده و ترکیب آن‌ها به صورت‌های دیگر انجام می‌گیرید. غالباً هدف از تحلیل بخشی بدست آوردن حوزه پروژه‌های مورد نیاز برای بهبود شهر است.
پس از بدست آوردن حوزه پروژه‌ها، تعدادی پروژه در هر حوزه توسط مشاور پیشنهاد می‌شود.
اولیت بندی پروژه: جهت اولویت بندی پروژه‌ها تأثیر پروژه‌ها بر شهر محاسبه می‌شود. برای محاسبه تأثیر پروژه‌ها بر شهر از تحلیل سلامت استفاده می‌شود.
تحلیل سلامت روشی است که سلامت شهر را محاسبه می‌کند و پس از بدست آمدن میزان سلامت شهر تأثیر هر پروژه بر سلامت شهر محاسبه می‌شود و اولویت بندی پروژه‌ها بر اساس تأثیر پروژه‌ها بر سلامت شهر است.

## تاریخچه
اولین استفاده سازمان یافته از تحقیق در عملیات در جنگ جهانی دوم به سال ۱۹۴۱ در انگلستان بود. مدیریت نظامی انگلیس در آن برهه، گروهی از دانشمندان را که با مسائل تاکتیکی و استراتژیک در رابطه با دفاع هوایی و زمینی تخصص داشتند، مأمور تحقیقاتی در این زمینه نمود. دلیل اصلی انجام چنین مطالعاتی محدودیت بودجه نظامی بود. بدین سبب لازم بود که چگونگی استفاده مناسب و حداکثر از منابع نظامی مورد بررسی و مطالعه قرار گیرد. چنانچه از نام تحقیق در عملیات مستفاد می‌گردد علت به‌کارگیری آن ماهیت مطالعات تیمی بود که بر روی عملیات (نظامی) تحقیق می‌نمودند. دانشمندان انگلیسی رادار را اختراع کردند، اما ارتش با استفاده بهینه از این وسیله آشنا نبود. بدین منظور با گردهم آیی جمعی از دانشمندان و با به‌کارگیری تکنیک‌های مؤثر ریاضی و داده‌های اطلاعاتی، توان دفاعی انگلستان تا حدود ۱۰ برابر افزایش یافت. موفقیت این گروه انگیزه استفاده از گروه‌های مشابه را در بررسی مسائل مختلف نظامی بیشتر کرد. نتایج ارزشمند حاصله از تحقیق در عملیات توسط تیم انگلیسی به سرعت مدیریت نظامی ایالات متحده را به فعالیت‌هایی در این زمینه ترغیب نمود. نوآوری‌های موفقیت‌آمیز توسط تیم‌های آمریکایی شامل توسعه الگوهای جدید پرواز، برنامه‌ریزی در مین‌گذاری دریا، بهره‌برداری مؤثر از تجهیزات الکترونیکی می‌شد. در این رابطه گروه‌های تحقیق در عملیات مشابهی در دیگر کشورها از جمله کانادا و فرانسه مشغول به فعالیت شدند. این گروه‌ها که معمولاً اجرای عملیات تعیین می‌شدند در انگلستان به نام تحقیق در عملیات شناخته شدند و نیز گاهی در آمریکا با نام‌های دیگر نظیر تحلیل عملیات، ارزیابی عملیات، تحقیق در عملیات، تحلیل سیستم‌ها، ارزیابی سیستم‌ها و تحقیق در سیستم‌ها به کار برده می‌شدند.
بررسی مسئله حمله هواپیما به زیردریایی‌های آلمانی از موارد دیگری بود که دانشمندان ریاضی به آن پرداختند. در اوایل جنگ جهانی دوم، نیروی هوایی انگلستان از بمب‌های معمولی علیه زیردریایی‌های آلمانی استفاده می‌کرد. این نحوه حمله تنها در صورتی مؤثر بود که زیردریایی‌ها مستقیماً مورد اصابت بمب قرار می‌گرفتند، زیرا انفجار در سطح آب بود و نمی‌توانست به بدنه زیردریایی‌ها آسیب بزند، مگر اینکه بمب به عرشه اصابت می‌کرد. برای تخریب بیشتر زیردریایی‌هایی که به زیر آب فرورفته بودند، انفجار در عمق مورد استفاده هواپیما قرار می‌گرفت؛ ولی برای تعیین عمق مناسب انفجار، اختلاف نظر وجود داشت. بعضی اسکادران‌ها بمب‌های خود را برای انفجار در عمق ۱۵۰ فوت تنظیم می‌کردند، چون فکر می‌کردند این مقدار، حداکثر عمقی است که زیردریایی مورد حمله ممکن است فرو برود، اما اسکادران‌های دیگر ۵۰ فوت را برای تنظیم انتخاب کردند، چون زیردریایی‌ها در عمق ۱۵۰ فوت دیگر دیده نمی‌شوند و در نتیجه مورد حمله قرار نمی‌گیرند؛ لذا بین گروه طرفداران تنظیم عمق و سطح انفجار اختلاف نظر وجود داشت.

## تحصیلات دانشگاهی
این شاخه از ریاضیات با نام‌های متفاوتی چون پژوهش عملیاتی، برنامه‌ریزی ریاضی، علم مدیریت و… در مقطع لیسانس در کلیه گرایش‌های رشته مدیریت، حسابداری، اقتصاد، مهندسی صنایع، ریاضی کاربردی، عمران و آمار تدریس می‌شود.
در مقطع فوق لیسانس رشته اقتصاد گرایش برنامه‌ریزی سیستم‌های اقتصادی این شاخه با نام برنامه‌ریزی ریاضی وجود دارد.
لازم است ذکر شود فرصت ادامه تحصیل در این رشته تا مقطع دکتری نیز در ایران وجود دارد(رشته مدیریت صنعتی گرایش تحقیق در عملیات مقاطع ارشد و دکتری) و با توجه به کاربردهای فراوان این رشته در برنامه‌ریزی‌های ملی و منطقه‌ای، ترافیک و حمل و نقل، برنامه‌ریزی شهری، هوا و فضا، شیمی، مکانیک، خودروسازی و… دانش‌آموختگان این رشته فرصت اشتغال در کلیه مراکز تولیدی و صنعتی، خدماتی و پژوهشی را دارا می‌باشند. مباحث این رشته: برنامه‌ریزی خطی، عدد صحیح، تحلیل حساسیت، برنامه‌ریزی آرمانی، تصمیم‌گیری چند متغیره، رتبه‌بندی و اولویت بندی و…